# Sgraffito Glöckner Turnerweg 1 (Radebeul)
Das Sgraffito ist eine sogenannte „Brotarbeit“ des Künstlers Hermann Glöckner (1889–1987) aus dem Jahr 1955.

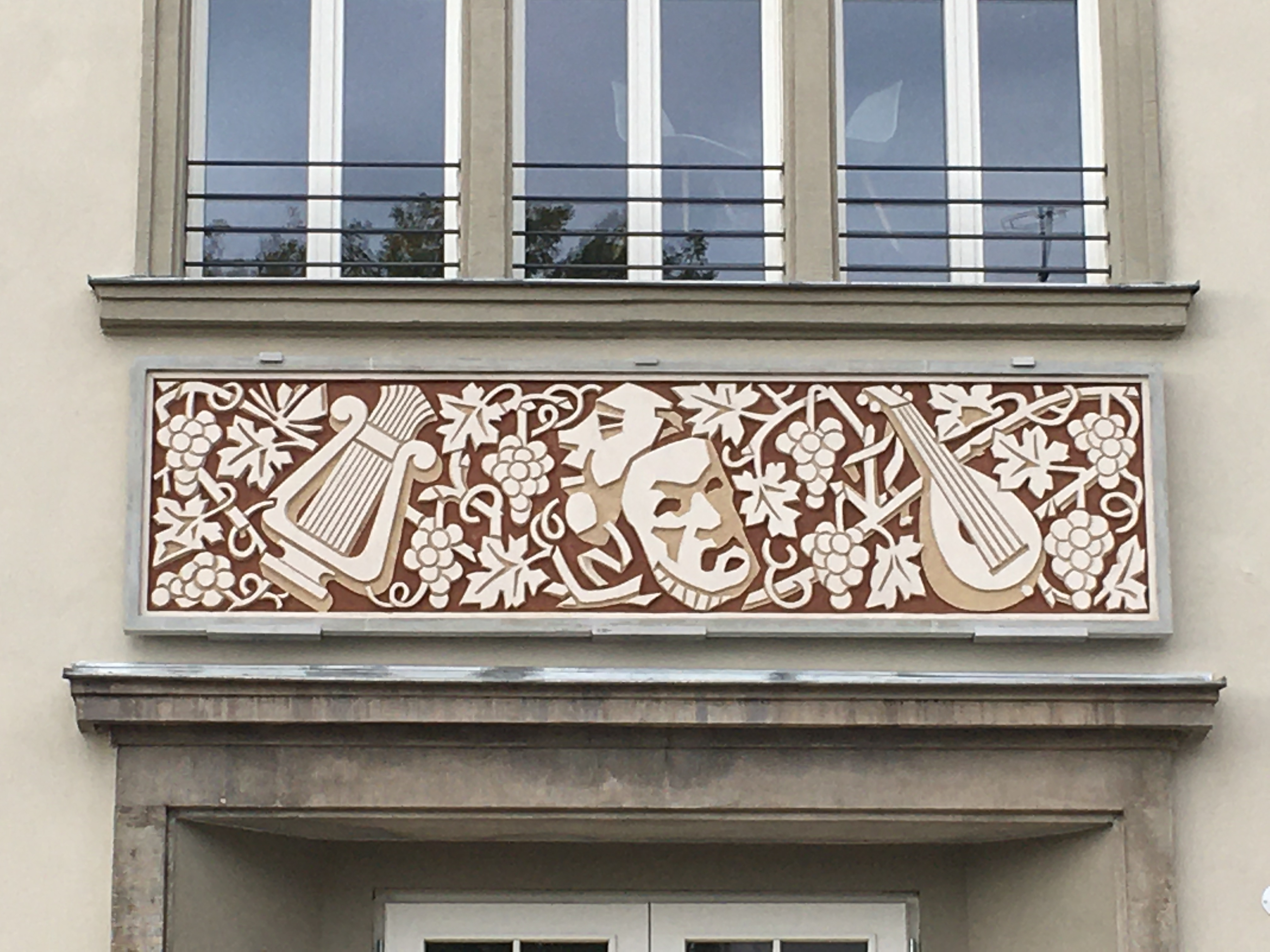
Glöckners am Originalort wiederangebrachtes Sgraffito nach der Sanierung (2021)

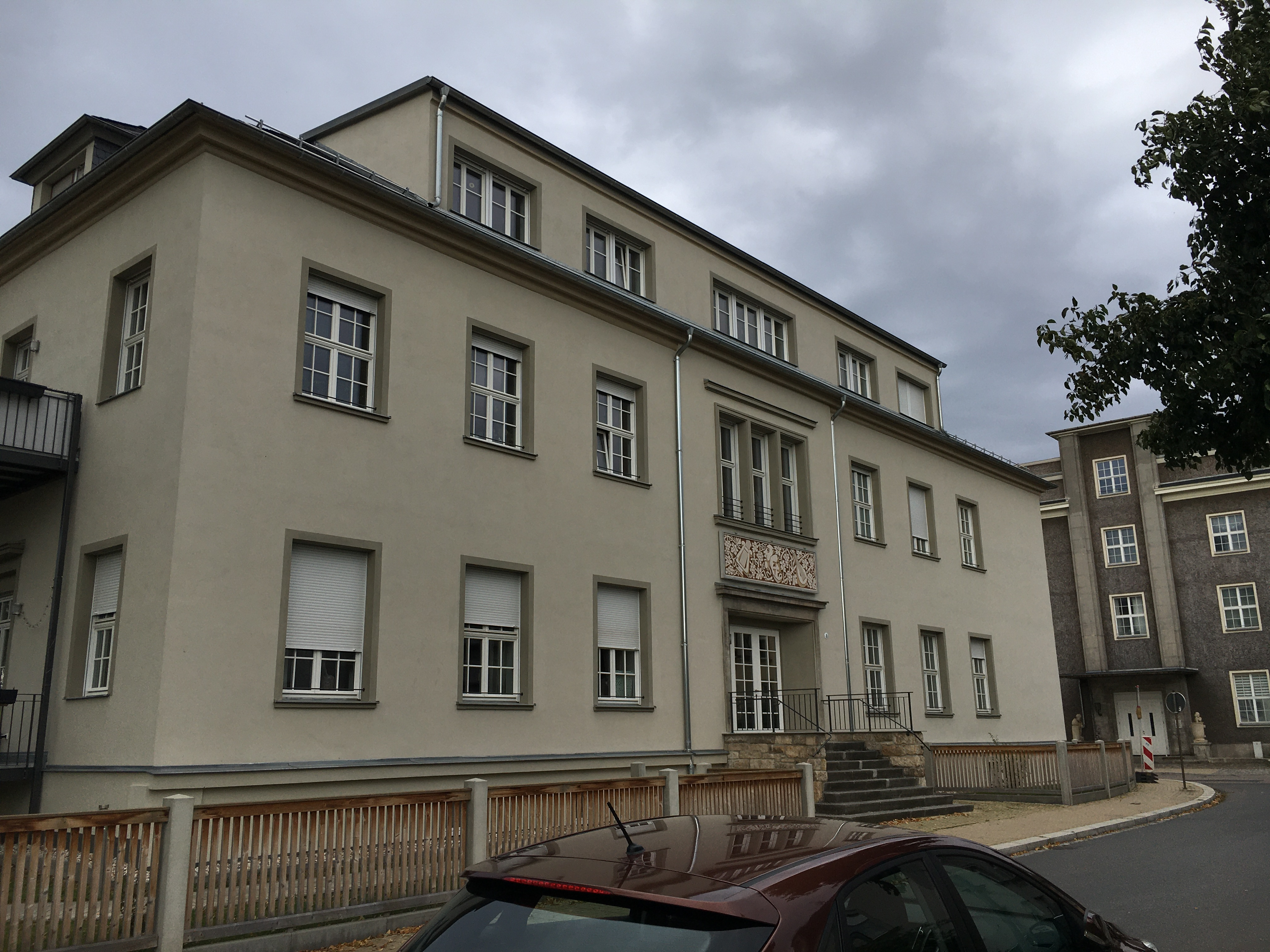
Das zum Mehrfamilien-Wohnhaus umgebaute ehemalige Kulturhaus, rechts der ehemalige Haupteingang der madausschen Pharmazeutischen Werke mit den beiden Puttos von Ebe

Das als „künstlerisch bedeutend“ eingestufte, denkmalgeschützte Werk wurde über dem Haupteingang des 1897 errichteten Gasthofs „Goldene Krone“ (Turnerweg 1 in der sächsischen Stadt Radebeul) geschaffen, als dieser in den 1950er Jahren zum Kulturhaus des benachbarten Arzneimittelwerks Radebeul (ehemals Madaus in der Gartenstraße 22) umgestaltet wurde.
Das Sgraffito zeigte in einem Rahmen zwei Theatermasken sowie eine Lyra und eine Laute vor einem Hintergrund aus Weintrauben und Weinlaub.
Nach der Wende wurden geborgene Reste des verfallenen Kunstwerks wegen Baufälligkeit des Kulturhauses von der Denkmalpflege gesichert und eingelagert. Nach dem Umbau des entkernten Baukörpers zu einem Mehrfamilien-Wohnhaus wurde Mitte des Jahres 2021 eine denkmalpflegerische Rekonstruktion des Sgraffitos über dem Eingang Turnerweg 1 wieder angebracht.